# Вербовое (Софиевский район)
Вербовое (укр. Вербове) — село, Першетравненский сельский совет, Софиевский район, Днепропетровская область, Украина.
Код КОАТУУ — 1225287703. Население по переписи 2001 года составляло 9 человек .

## Географическое положение
Село Вербовое находится на расстоянии в 1 км от села Любое и в 2-х км от села Червоный Яр.
По селу протекает пересыхающий ручей с запрудой.